# Triad Story
Pour plus de détails, voir Fiche technique et Distribution.
Triad Story (江湖最後一個大佬, Gong woo jui hau yat goh dai lo) est un film d'action hongkongais co-écrit et réalisé par Wai Shum et sorti en 1990 à Hong Kong.
Il totalise 5 495 811 HK$ de recettes au box-office.

## Synopsis
Feng (Ko Chun-hsiung), le vieux chef d'une famille criminelle, sort de prison pour bonne conduite et pour raisons de santé après 25 ans derrière les barreaux. Il apprend rapidement que sa fille est en couple avec un voyou dépravé nommé Sin (Stephen Chow) venant d'Amérique et qu'elle va bientôt partir aux États-Unis pour le rejoindre. Ne parvenant pas à la convaincre de rester, Feng envoie ses sbires, Maddy (Shing Fui-on) et Tat (Ng Man-tat), contre le petit ami. Mais Sin neutralise Maddy avec ses hommes. Lorsque Feng ruine le trafic de drogue de Sin, la guerre entre les deux hommes s'intensifie.

## Fiche technique
- Titre : Triad Story
- Titre original : 江湖最後一個大佬 (Gong woo jui hau yat goh dai lo)
- Réalisation : Wai Shum
- Scénario : Leung Hung-wah et Wai Shum
- Photographie : Tsao An-sung
- Montage : Chan Kei-hop
- Musique : Cheung Kwok-kuen
- Production : Wong Siu-jun
- Société de production : Film City Production
- Société de distribution : Golden Princess Film Production
- Pays d'origine :  Hong Kong
- Langue originale : cantonais
- Format : couleur
- Genre : action et film de gangsters
- Durée : 95 minutes
- Dates de sortie :
  -  Hong Kong : 11 octobre 1990

## Distribution
- Stephen Chow : Sin
- Ko Chun-hsiung : Feng
- Shing Fui-on : Maddie
- Ng Man-tat : Tat
- Billy Chow : Chiang